# Hermanas de la Caridad de San Vicente de Paúl de Zagreb
La Congregación de Hermanas de la Caridad de San Vicente de Paúl de Zagreb (oficialmente en latín: Congregatio Sororum Caritatis Zagrebiensis) es un congregación religiosa católica femenina, de vida apostólica y de derecho pontificio, fundada en 1856 por el cardenal croata Juraj Haulík, en Zagreb. A las religiosas de este instituto se les conoce como Hermanas de la Caridad de Zagreb o simplemente como vicentinas de Zagreb. Sus miembros posponen a sus nombres las siglas M.V.Z.

## Historia

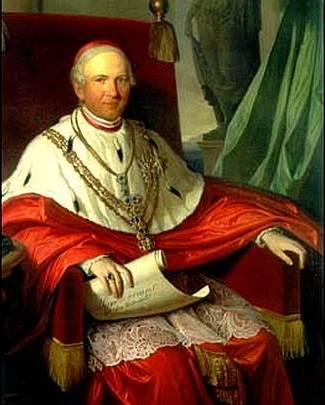
El cardenal Juraj Haulík (1781-1855), considerado fundador del instituto.

La congregación tiene su origen en un grupo de Hermanas de la Caridad de Innsbruck y de Zams, quienes fundaron una nueva comunidad en Zagreb, el 5 de septiembre de 1845, a petición del cardenal Juraj Haulík. Las religiosas se dedicaban a la atención de una escuela y un pequeño hospital. Inicialmente la casa de Zagreb dependía de las hermanas de Zams, hasta que el 22 de octubre de 1856 se erigió en una congregación independiente.
El instituto de Zagreb recibió la aprobación como congregación religiosa de derecho diocesano el 22 de octubre de 1856, de parte del cardenal Haulík, a la sazón, arzobispo de Zagreb. El papa Pío XI elevó el instituto a congregación religiosa de derecho pontificio, mediante decretum laudis del 18 de enero de 1931.

## Organización
La Congregación de Hermanas de la Caridad de San Vicente de Paúl de Zagreb es un instituto religioso de derecho pontificio y centralizado, cuyo gobierno es ejercido por una superiora general. Es miembro de la Familia vicenciana y de la Federación de Hermanas Vicencianas de Estrasburgo. La sede central se encuentra en Zagreb (Croacia).
Las vicentinas de Zagreb se dedican a la educación e instrucción cristiana de la juventud, a la atención de ancianos, enfermos y huérfanos y al apostolado de la estampa. En 2017, el instituto contaba con 706 religiosas y 99 comunidades, presentes en Alemania, Argentina, Austria, Bosnia y Herzegovina, Bulgaria, Canadá, Croacia, Eslovenia, Estados Unidos, Italia, Montenegro, Paraguay y Serbia.